# Dolmen von Clamarquier

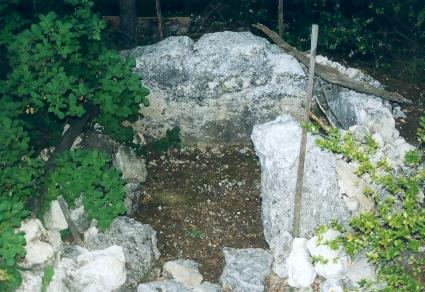
Dolmen von Clamarquier

Der einfache Dolmen von Clamarquier (französisch Dolmen simple) liegt am Chemin des Combes in Le Rouret zwischen Nizza und Cannes im Département Alpes-Maritimes in Frankreich. Es handelt sich bei ihm um ein prähistorisches Monument aus dem Chalkolithikum (2500 v. Chr.). Dolmen ist in Frankreich der Oberbegriff für Megalithanlagen aller Art (siehe: Französische Nomenklatur).
Die kleine rechteckige Kammer (1,9 × 1,7 m) besteht aus fünf Tragsteinen, die seitlich durch Trockenmauerwerk an die beiden Frontplatten und die Endplatte Anschluss finden. Der etwa einen Meter breite und über sechs Meter lange Gang ist nach Südwesten orientiert. Gang und Kammer liegen außermittig in einem Rundhügel von zehn Metern Durchmesser. 
Der 1930 entdeckte Dolmen wurde ausgegraben. Das einzige gefundene Inventar besteht aus ein paar Pfeilspitzen mit doppelseitiger  Retusche. Eine Zweitauswertung wurde 2008 durchgeführt. Im Jahre 1986 wurde etwa 50 Meter vom Dolmen entfernt das Fragment einer geschliffenen Axt auf der Oberfläche gefunden. 